# زوانارکا
زوانارکا (به بلغاری: Zvanarka) یک منطقهٔ مسکونی در بلغارستان است که در شهرستان کروموفگراد واقع شده‌است.